# Jean Bellissard
Jean Vincent Bellissard (Lyon, 1 de março de 1946) é um físico matemático francês.
Bellissard estudou na Université Claude-Bernard-Lyon-I, onde obteve o diploma em 1968. Obteve um doutorado em 1974 na Universidade de Aix-Marselha, orientado por Raymond Stora, com a tese Quantum Fields in External Fields.
Foi palestrante convidado do Congresso Internacional de Matemáticos em Zurique (1994: Noncommutative Geometry and the quantum Hall effect). É fellow] da American Mathematical Society.

## Obras
- Gap labeling theorems for Schrödinger Operators, in Michel Waldschmidt, Claude Itzykson, Jean-Marc Luck,

Pierre Moussa (Herausgeber): Number Theory and Physics, Les Houches 1989, Springer 1992